# Жостов, Константин
Константин Жостов (30 сентября 1867 — 30 августа 1916) болгарский военный деятель, генерал-майор.

## Биография
Жостов родился в 1867 году, в селе Гайтаниново на юге Болгарии. В 1885 году в качестве добровольца принимает участие в сербско-болгарской войне, в 1887 году окончил Военное училище в Софии. Службу проходил в артиллерийских подразделениях болгарской армии. В 1897 году окончил военное артиллерийское училище в Вене. С 1901 года военный атташе в Австро-Венгрии, затем был назначен военным атташе в Россию.
Во время Первой Балканской войны начальник штаба 3-й армии. Был военным советником болгарской делегации на мирных переговорах в Лондоне после войны. Также принимал участие во Второй Балканской войне. В апреле 1915 года назначен командующим 7-й пехотной дивизией.
С вступлением Болгарии в Первую мировую войну был назначен начальником генштаба болгарской армии. Стремился вести независимую политику в военных вопросах, что часто приводило к конфликтам с германским командованием.
Генерал Жостов скончался в августе 1916 года, когда болгарская армия проводила крупное наступление на Салоникском фронте. Принято считать, что последними словами Жостова были: «Пал ли Чеган?»

## Награды
- Орден «За храбрость» II и III степени
- Орден «Святой Александр» II и III степени
- Орден «За военные заслуги» IV и V степени
- Орден «За заслуги»
- Османский золотой орден «Лиякат»